# 公刀格龙牙山脉
公刀格龙牙山是云南省临沧市沧源佤族自治县东部的一条山脉，呈东北-西南走向，属窝坎大山余脉，主峰位于岩帅镇境内，最高海拔2,195米，面积517.02平方公里。“公刀格龙牙山”为佤语地名，意为“粘鸟藤河源之山”，以粘鸟藤河而得名。多为石灰岩山地，植被为灌木林，宜牧。:55:16

## 资料来源
1. ↑  沧源佤族自治县地方志编撰委员会. . 昆明: 云南民族出版社. 1998年12月. ISBN 7-5367-1498-X.
2. ↑  沧源佤族自治县民族中学地理室, 沧源佤族自治县交通局. . 昆明: 云南科技出版社. 2002年12月. ISBN 7-5416-1753-9.